# Callopistria ochraceus
Callopistria ochraceus là một loài bướm đêm trong họ Noctuidae.